# 中川義之
中川 義之（なかがわ よしゆき、1955年 - ）は、キヤノン情報通信システム本部所属の最適化コンサルタント。多摩大学大学院経営情報学研究科客員教授、東京工業大学大学院イノベーションマネジメント研究科CUMOT講師。日本オペレーションズ・リサーチ学会、日本経営工学会等会員。

## 経歴
兵庫県出身。1981年に京都大学大学院修了（数理工学）後、住友金属工業に入社。生産・物流分野におけるオペレーションズリサーチの適用研究に従事。数理技術室長、経営企画部参事、キヤノンITソリューションズコンサルティングセンター長、名古屋大学大学院情報科学研究科講師を歴任。